# Fußball in Kap Verde

Logo des Fußballverbandes von Kap Verde, der Federação Caboverdiana de Futebol (FCF)

Fußball ist auf der westafrikanischen Inselrepublik Kap Verde die beliebteste Sportart.
Das Land war seit seiner Entdeckung und Besiedlung durch die Portugiesen im Jahr 1456 portugiesische Kolonie. Bis heute ist Fußball in Kap Verde durch seine portugiesischen Ursprünge und Beziehungen geprägt, beispielsweise durch eine Reihe Filialvereine der portugiesischen Klubs Benfica Lissabon und Sporting Lissabon. Auch spielen viele kapverdische Fußballer in Portugal, teils sogar für die portugiesische Fußballnationalmannschaft. Von diesem Interesse für den Fußball in Portugal zeugen die allgegenwärtigen Embleme portugiesischer Vereine auf Autos und in Cafés auf Kap Verde, und auch der prämierte Film Fintar o Destino handelt davon.
Der nationale Fußballverband der Kapverden ist die Federação Caboverdiana de Futebol (FCF). Sie gründete sich 1982, nach der Unabhängigkeit des Landes von Portugal 1975. Die FCF organisiert die nationalen Fußball-Ligen, insbesondere die erste Liga, den Campeonato Cabo-verdiano de Futebol. Sie ist zudem für die kapverdische Fußballnationalmannschaft zuständig.

## Die Nationalmannschaft

Haupteingang zum Stadion Estádio da Várzea

Die kapverdische Fußballnationalmannschaft trägt ihre Heimspiele meist im Estádio da Várzea in der Hauptstadt Praia aus. Sie konnte sich bisher für keine Weltmeisterschaft qualifizieren, und nur einmal gelang ihr eine Teilnahme an der afrikanischen Kontinentalmeisterschaft, bei der Fußball-Afrikameisterschaft 2013, wo das Land im Viertelfinale gegen Ghana ausschied. Im Jahr 2000 gewann die kapverdische Elf den Amílcar Cabral-Cup. Durch die zahlreichen Länderspiele und eine Vielzahl respektabler Ergebnisse konnte die kapverdische Nationalmannschaft häufig dennoch einen mittleren Rang in der FIFA-Weltrangliste erreichen. So wurde Kap Verde im Dezember 2014 von der FIFA auf Platz 40 ihrer Rangliste geführt. Die beste Platzierung für Kap Verde war der 27. Platz im Februar 2014, die schlechteste war der 182. Platz im April 2000.

## Die Ligen
Die höchste Spielklasse der Kapverden ist die landesweite erste Liga, der Campeonato Cabo-verdiano de Futebol. Sie setzt sich zusammen aus den Siegern der Ligen jeder einzelnen Liga Insular der neun bewohnten Inseln der Kapverden. Die beiden größten Inseln Santiago und Santo Antão sind dabei jeweils in eine Nord- und eine Südliga aufgeteilt.
Rekordmeister ist der Clube Sportivo Mindelense aus Mindelo, gefolgt von Sporting Clube da Praia, der 1923 in der Hauptstadt Praia gegründete 20. Filialverein von Sporting Lissabon.

## Pokalwettbewerbe
Mit dem seit 2007 ausgespielten Landespokal Taça de Cabo Verde (auch Taça Nacional) und der Taça Independência werden auf Kap Verde zwei Pokalwettbewerbe ausgetragen. Zudem wird parallel zu jeder Inselmeisterschaft von jedem Inselverband der FCF auch die Ausspielung eines Inselpokals organisiert.
Der Boavista Futebol Clube konnte 2009 und 2010 als einziger Klub bereits zweimal den Landespokal, die Taça Nacional, gewinnen.